# Zartan
Zartan es un personaje ficticio de la línea de juguetes, cómics y series animadas G.I. Joe: A Real American Hero. Es uno de los principales villanos de la franquicia como líder de los Dreadnoks y un mercenario que a menudo trabajaba directamente para el Comandante Cobra. Su personaje fue interpretado por Zack Hoffman en la serie de televisión de 1985, y fue interpretado por Arnold Vosloo en la película de acción real de 2009 G.I. Joe: The Rise of Cobra y su secuela de 2013, G.I. Joe: Retaliation.

## Perfil
Zartan es un maestro del maquillaje y el disfraz. Se sabe muy poco de sus antecedentes, pero se sospecha que recibió entrenamiento en la academia militar europea en St. Cyr. Zartan puede alterar el color de su piel a voluntad para mezclarse con su entorno y es un practicante de varias artes marciales místicas. También es ventrílocuo, políglota (habla más de 20 idiomas y dialectos) y acrobático-contorsionista. También se sabe que Zartan y los Dreadnoks usan tecnología holográfica y otros medios para disfrazarse. Tiene un hermano y una hermana menor, gemelos llamados Zandar y Zarana, así como una hija llamada Zanya.
Los Dreadnoks son una pandilla ficticia de motociclistas de la línea de juguetes, cómics y series de dibujos animados G.I. Joe: A Real American Hero. Ellos están afiliados a Cobra como tropas de choque, ofreciendo sus servicios mercenarios como subordinados de Zartan.

## Juguetes
Cuando Zartan se lanzó originalmente en la línea de juguetes, en su ficha de archivo constaba que padecía esquizofrenia paranoide y trastorno de personalidad múltiple. Después de una queja de una organización de salud mental, Hasbro eliminó esta información del archivo para tiradas posteriores y no se hizo referencia en las tarjetas de archivo para futuros lanzamientos del personaje. En el desarrollo temprano, fue llamado Capitán Camaleón. Más tarde fue nombrado Zartan, un anagrama de Tarzán, por el escritor Larry Hama.

### Vendimia
La figura de acción de Zartan de 1984 presentaba plástico reactivo UV. En su estado natural, Zartan parecía caucásico, pero cuando se expuso a la luz solar, la piel de Zartan cambió a un azul oscuro. La figura de acción también venía con adhesivos sensibles al calor que se aplicaron a la armadura del pecho y el muslo de Zartan. Estas pegatinas cambiaron de granate cuando estaban frías, a aguamarina a temperatura ambiente y azules cuando hacía calor. Zartan se vendió con un "esquiador de pantano" que lo acompañaba llamado Camaleón, que también contenía plástico termorreactivo. El Camaleón se podía desmontar en varias partes y cargar en un pequeño carrito que se incluía con la figura de acción; el carro, cargado con las piezas del vehículo, actuaría como parte de un disfraz, haciendo que Zartan parezca un vendedor de piezas o chatarra. Una pequeña máscara facial, incluida en una mochila desmontable, completaba el disfraz. Las figuras de acción del hermano de Zartan, Zandar, y su hermana Zarana también se construyeron con el mismo plástico reactivo a los rayos UV. 
Zartan se actualizó en 1993, como parte de la línea Ninja Force. Una desviación completa de su uniforme clásico, Zartan vestía una chaqueta de cuero y pantalones verde neón. En lugar de una capucha, usa un mohawk naranja corto en su cabeza, por lo demás calva. Todas las figuras de Ninja Force fueron diseñadas con un "movimiento ninja real". Zartan fue diseñado con una cadera de resorte; si el brazo derecho de Zartan se empujaba hacia atrás, la parte superior del torso giraba hacia la derecha. Cuando se soltó el brazo, el torso saltó hacia atrás, dando como resultado un movimiento de puñetazo con el brazo derecho.
Después de que se cancelara la línea en 1994, Hasbro hizo varios intentos de resucitar A Real American Hero a través de series de repintado. Zartan se lanzó solo una vez en este período de cuatro años (1997-2001) al final. Debido a la dificultad para obtener el molde original, Hasbro se comprometió y volvió a pintar la carrocería SAW-Viper de 1990 con una cabeza de Zartan modificada. Aunque fiel al aspecto clásico, tanto esta figura como el lanzamiento de Ninja Force son reinterpretaciones impopulares del personaje.

### Moderno
Cuando Hasbro renovó la línea de juguetes Real American Hero en 2002, Zartan volvió a aparecer como figura. Zartan luce su capucha característica y una camisa sin mangas abierta. Esta figura se ofreció con una variedad de esquemas de pintura, incluso con disfraces en la línea Spy Troops.
En 2004, Zartan fue rediseñado nuevamente para Valor vs. Venom. Cambiando su capucha por una gorra de esquí, Zartan es el que más se aleja de sus raíces de motociclista aquí, conservando solo las marcas reconocibles de la cara para que se destaque.

### Cifras de Sigma 6
En una nueva escala de 8 ", las figuras de Sigma 6 fueron muy estilizadas e inspiradas en el anime japonés. Zartan se lanzó en la colección "Commando" en 2006, con su atuendo de Sigma 6. En 2007 se lanzó un repintado de esta figura, con una nueva versión de Zartan llamado "Toxic Zartan" con un nuevo uniforme morado y reflejos verdes.

### 25 Aniversario
2007 fue el aniversario del lanzamiento de G.I. Joe: A Real American Hero, la tercera gran reinvención de la marca desde 1964. Para celebrarlo, Hasbro creó nuevas figuras basadas en la línea A Real American Hero, con esculturas modernas con articulación mejorada y actualizada. (incluido el reemplazo de la construcción de la junta tórica de la marca comercial). Zartan se presentó en la Comic-Con de San Diego de 2007, y la figura, basada en diseños de la serie de cómics Devil's Due, incluía una máscara removible y también cambia de color como su contraparte de la década de 1980. En 2008 se lanzó una segunda figura de la era del 25 aniversario, más fiel a la figura original de 1984, que no cambia de color, pero venía con una versión reducida del esquiador del pantano Chameleon y dos máscaras extraíbles. Zartan también se lanzó en la línea Hall of Heroes para conmemorar las figuras del 25 aniversario. Llegó con tres máscaras faciales, su pistola característica y un rifle de francotirador.

### Persecución de Cobra
Zartan se lanzó en la segunda ola de figuras de la línea Pursuit of Cobra en 2010. En una revisión de la figura de acción, MTV dijo que Zartan es "uno de los pocos personajes del verso de JOE que no fueron despojados de toda su genialidad en el película reciente", aunque todavía elogió a la figura de acción por no hacer referencia a la película, calificándola de "increíble en todos los sentidos".

## Serie de historietas

### Marvel Comics
Zartan apareció por primera vez en el número 24 de la serie Marvel Comics. Fue presentado completamente en: A Real American Hero # 25 (julio de 1984). Zartan puede imitar a quien quiera con una semejanza física y vocal exacta.
Zartan apareció en el número 48, donde había sido llevado al Pozo, el cuartel general Joe, disfrazado del Joe herido, Ripcord. El casi escapa, haciéndose pasar por varios Joes, como Doc, Tripwire, General Hawk y Gung-Ho. Zartan se enfrenta al Sgt. Slaughter mientras se hace pasar por Gung-Ho, ya que el verdadero Gung-Ho está de pie junto a él. Tratando de averiguar cuál es realmente Zartan, Slaughter golpea a uno y, por suerte, es el impostor. Zartan finalmente logra escapar, con la ayuda de los Dreadnoks. Esto lleva al asalto del Comandante Cobra, que destruye el Pozo.
Zartan es famoso por dar el golpe mortal a Serpentor durante la Guerra Civil Cobra, al dispararle al emperador Cobra en el ojo, con el mismo arco largo que usó para matar al Hard Master hace años. Después de la guerra, Zartan deja Cobra y los Dreadnoks, mientras que su hermana sigue trabajando con Cobra. Zartan se disfraza como el maestro ciego de Arashikage, para ser el mentor de un niño llamado Tyrone. El finalmente regresa a la Isla Cobra, junto con Billy, el Capitán Minh y Tyrone, para exponer a Fred VII como un impostor que se hace pasar por el Comandante Cobra. La misión se ve interrumpida por el regreso del Comandante Cobra real, que atrapa a Billy, Zartan, Fred VII, Tyrone, el Capitán Minh, Raptor y varios otros en un carguero sin salida al mar, que luego entierra bajo un volcán. Después de varios meses de excavación, Billy y Zartan logran escapar, mientras que la mayoría de los demás mueren a causa de la comida contaminada.

### Action Force
Zartan también se enfrentó a Shipwreck en la serie UK Action Force.

### Devil's Due
Los cómics de Devil's Due ampliaron el origen de Zartan y presentaron a su hija, Zanya. Zartan y sus hermanos, Zack y Zoe, crecieron a principios de la década de 1970. Cuando era niño, le diagnosticaron una condición de salud mental desconocida que requería medicación. Ellos fueron criados por su madre actriz francesa y su padre escultor de máscaras de cine. Ellos crecieron en un hogar roto con un padre temperamental.
Algún tiempo después, comenzó a trabajar como asesino y mercenario, usando sus habilidades de disfraz. Zartan también trabajó para una agencia gubernamental bajo el nombre de Amauri Sanderson. Se sometió a un experimento genético francés de alto secreto, que le infundió ADN camaleónico, lo que le dio la capacidad de mezclarse con su entorno. Durante un trato de armas con Destro, Amauri Sanderson conoció al líder de una pandilla de motociclistas que era el Zartan original. Amauri se unió a los Dreadnoks y se reunió con Zandar y Zarana. Más tarde fue abordado por varios Dreadnoks con el propósito de derrocar al líder, quien consideraba a todos los miembros prescindibles. Cuando se descubrió la insurrección, el líder planeó ejecutar a Amauri por descuartizamiento. Zandar y Zarana incitaron a una pandilla rival a atacar, lo que les dio la oportunidad de liberar a su hermano. Los traidores Dreadnoks se unieron a la pandilla rival, y Amauri luchó y venció al líder y sus rivales. Sin nadie que lo respaldara, el líder fue asesinado por Buzzer, Torch y Ripper, y Amauri asumió la identidad de Zartan.

### IDW
Zartan es introducido en Origins. El Quedó huérfano cuando era niño y se abrió camino gracias a los carteristas en la calle. Cuando se enfrentó a la policía local, les dio el nombre "Zartan" que vio en un cartel de película detrás de ellos, y finalmente lo adoptó al comienzo de su carrera. Años más tarde, Zartan es un agente Cobra que responde directamente a la Baronesa. Se le asignó la tarea de infiltrarse en un avión presidencial, para garantizar la cooperación continua del presidente Rumanapar. Su misión es un éxito y contacta a Baronesa para la extracción. Disgustada con Zartan, Baronesa lo envía como sujeto de prueba para el dispositivo de teletransportación de Destro. Destro lo envía a asesinar a Nico Mandirobilis; sin embargo, el proceso de teletransportación no finalizó y el cuerpo de Zartan se desintegró rápidamente.
Con el mapa genético completo de Zartan almacenado en el M.A.S.S. Relay Star Satellites, el genetista de Cobra, el Doctor Taggac, pudo elaborar un medio plásmido, que se inyectó en un cuerpo clonado en blanco, reformateó la babosa en una copia de Zartan. El cuerpo estaba corrupto, con lividez de piel inestable, numerosos cánceres, insuficiencia renal y más. Taggac usó almohadillas biomagnéticas para estabilizar el cuerpo y comenzó a enseñarle a Zartan cómo vivir de nuevo. Esta instrucción incluía elementos físicos y habilidades básicas de lenguaje y matemáticas. La biología única de Zartan le dio la capacidad de cambiar su apariencia y tono de piel, una habilidad que Taggac intentó mantener en secreto a Cobra. Finalmente, las almohadillas magnéticas se implantaron quirúrgicamente debajo de la piel, dándole una apariencia normal. Expresó su deseo de dejar el laboratorio e ir al mundo exterior, y días después mata a un guardia y se hace pasar por meseros, para escapar antes de que alguien se dé cuenta de que se ha ido.
Los agentes de Cobra lo rastrean usando un transmisor subcutáneo, pero él los evade, finge su propia muerte y regresa sigilosamente al laboratorio. Apunta con un arma a Taggac y lo obliga a contactar a Cobra Commander. Zartan negocia sus servicios como asesino y, cuando se acuerdan los términos, mata a Taggac.
Zartan reapareció más tarde en el reinicio de Mobile Armored Strike Kommand de IDW. Aquí, se identifica como "Emil Zartan" y se infiltra en el equipo MASK para robar su tecnología y poder venderla.

## Serie animada

### Sunbow
Zartan apareció en la serie animada original de G.I. Joe. En esta caricatura, sus técnicas de disfraz son todas máscaras, maquillaje y técnicas de suplantación de voz. Zartan también puede cambiar inicialmente el color de su piel para mezclarse perfectamente con su fondo. El sol niega las habilidades de camuflaje de Zartan, lo que hace que su piel se vuelva azul (al igual que su figura de acción) y lo debilita significativamente. Sin embargo, ambos aspectos se abandonaron casi inmediatamente después de que comenzara la primera temporada. "Jungle Trap" fue el último episodio en mostrar esta habilidad particular. Zartan solía ser leal al Comandante Cobra y tenía una rivalidad con Destro, quien consideraba a Zartan un delincuente menor. También era un personaje más cobarde, a menudo huyendo de la batalla cuando las cosas se volvían en su contra. 
Apareció por primera vez en la miniserie "The Revenge of Cobra", junto con Dreadnoks Buzzer, Ripper y Torch. Secuestran al Coronel Sharp, para que Zartan pueda hacerse pasar por él y liberar al Comandante Cobra de la prisión. Zartan y los Dreadnoks recuperan una pieza del Weather Dominator de Destro y se ofrecen a venderla al mejor postor, Cobra o G.I. Joe.
Zartan tuvo un papel destacado en el episodio de la primera temporada "Countdown for Zartan", en el que se hace pasar por un científico francés y coloca una bomba dentro de un centro de defensa, donde se reúnen científicos de todo el mundo. Los Joes lo exponen y lo encarcelan allí, quienes luego buscan la bomba. Zartan es presionado para que dé su ubicación al ver cómo se agota el tiempo en su reloj, lo que permite a los Joes desactivar la bomba a tiempo. Zartan también tuvo un papel importante en "The Synthoid Conspiracy", en la que crea los Synthoids, con los que ayuda a Cobra a reemplazar a Duke y varios otros comandantes militares de G.I. Joe; y en "Cold Slither", en el que él y los Dreadnoks forman una banda de heavy metal en una trama Cobra.
En la segunda temporada, amplió los Dreadnoks para incluir a sus hermanos menores, Zarana y Zandar, así como a Monkeywrench y Thrasher. Como parte del complot del Doctor Mindbender para crear a Serpentor, Zartan robó el ADN del emperador azteca Moctezuma, pero su lealtad al Comandante Cobra se mantuvo incluso después de que Serpentor tomó el control de Cobra.

#### G.I. Joe: The Movie
En G.I. Joe: The Movie, se ve a Zartan enojado con el Comandante Cobra, por culpar a las tropas de su falta de coraje. Zartan recibe una gema valiosa por Pythona de Cobra-La, para que él y sus Dreadnoks los ayuden a liberar a Serpentor. Cumplen su tarea, pero el propio Zartan está ausente a partir de ese momento y no se lo ve durante la batalla final en el clímax de la película.

### Spy Troops
Zartan apareció en la película animada CGI directa a video G.I. Joe: Spy Troops, con la voz de Colin Murdock.

### G.I. Joe: Sigma 6
Zartan apareció en G.I. Joe: Sigma 6. Sus técnicas de disfraz se deben a los generadores de hologramas en su traje.

### Resolute
Zartan hace dos apariciones en la serie G.I. Joe: Resolute. Aparece por primera vez en un flashback al comienzo de la serie, donde hiere a Snake Eyes y asesina al Hard Master. Más tarde aparece cerca del final de la serie, donde lidera una fuerza de seguridad que protege una base Cobra. Se las arregla para arrinconar a Duke y Scarlett, cuando Scarlett le da la opción de irse, ya que Zartan es solo un mercenario y no parte de Cobra. Zartan se niega, diciendo que le gusta matar gente, mientras que su objetivo es matar a Scarlett, Duke le dispara en la parte posterior de la cabeza.

### Renegades
Zartan aparece por primera vez en el episodio de G.I. Joe: Renegades,  "Dreadnoks Rising", como el líder de los Dreadnoks, con la voz de Brian Bloom. Reaparece en "Knockoffs" y "Cutting Edge". Si bien tiene talento para hacerse pasar por las voces de las personas, Zartan y sus Dreadnoks han estado aterrorizando a una ciudad local, incluso capturando a una camarera local llamada Wendy, lo que provocó que Snake-Eyes fuera a rescatarla. El otro miembro de G. I. Joe le enseñan a la ciudad cómo enfrentarse a Zartan y los Dreadnoks. Cuando los Dreadnoks presentan a los Snake-Eyes capturados atados con cadenas, Zartan lucha contra los Joes. Zartan baja un nivel cuando Snake-Eyes escapa fácilmente en el momento adecuado y usa las cadenas como arma. Zartan es abordado por el Sheriff Terry, quien logra derrotar a Zartan y arrestarlo. Cuando Flint y Lady Jaye llegan a la ciudad para arrestar al equipo de Duke, terminan capturando a Zartan y sus Dreadnoks.
En "Imitaciones", Flint y Lady Jaye usan Zartan para ayudarlos a localizar a los Joe. Le pide a Flint que le preste un GPS, ya que tenía un rastreador en la motocicleta que le robó Snake-Eyes. Durante el conflicto entre un transporte Cobra, los Joes y los Falcons, Zartan noquea a Lady Jaye y se dirige a una Cobra Van, donde se equipa con un dispositivo de muñeca tipo camaleón. Esto lo viste con un traje (parecido al que se usa en las otras caricaturas), lo que le permitirá enmascarar su apariencia, tomando la forma de cualquiera que escanee. Zartan lo usa para tomar la camioneta Cobra y alejarse de Flint. Durante el conflicto, trató de deshacerse de Scarlett disfrazándose de Duke. Cuando llega el verdadero Duke, Snake-Eyes derriba a Zartan, ya que los latidos de su corazón son diferentes a los de Duke. Scarlett toca el traje, lo que resulta en una oleada que deja quemaduras negras alrededor de los ojos de Zartan mientras se lo quita. Zartan es llevado de regreso a prisión mientras Baronesa le lleva el molde camaleónico al Comandante Cobra. Debido a que el dispositivo adquiere el ADN del primer usuario, como parte de la "función de impresión a prueba de fallas" del molde camaleón, Baronesa termina visitando a Zartan en la cárcel, donde hace una oferta de "salir de la cárcel" que Zartan acepta.
En "Cutting Edge", Zartan se hizo pasar por el Comandante Cobra para engañar a Jinx cuando fue contratada para asesinar al Comandante Cobra.

## Películas de acción en vivo
Zartan es interpretado por Arnold Vosloo en la película de Stephen Sommers, G.I. Joe: The Rise of Cobra (2009), con una apariencia drásticamente diferente a la de su homólogo de televisión. Es un maestro del disfraz, capaz de imitar los gestos y características de otras personas. Enviado por McCullen con la Baronesa y Storm Shadow, Zartan irrumpe en el Pozo y se disfraza del miembro G.I. Joe del Pozo. Asesina a Cover Girl con un cuchillo mientras ella informa al General Hawk, tomándolos por sorpresa. Cuando los dos agentes Cobra luchan para salir poco después, Zartan toma una ruta alternativa y mata a un beduino cercano, poniéndose su ropa para escapar de la detección de los miembros del Pozo.
Más tarde, con la ayuda de la nanotecnología provista por los nanomites del Doctor, Zartan gana su habilidad de asumir apariencias físicas exactas para una misión especial (pero sin los elementos de control mental, ya que rápidamente se separó de la máquina para mantener su libre albedrío). Durante la batalla final, Zartan es enviado a los Estados Unidos utilizando la crisis de los misiles como tapadera, donde se infiltra en la Casa Blanca como parte de los planes de Cobra para dominar el mundo y asume la identidad del presidente de los Estados Unidos. Varias veces en la película, silba la melodía "For He's a Jolly Good Fellow", incluso al final de la película, lo que confirma que ha tomado el lugar del presidente.
Vosloo repite su papel de Zartan en la secuela de 2013 G.I. Joe: Retaliation, con un papel mucho más importante. Según Vosloo, Zartan todavía está disfrazado como el presidente de los EE. UU. y tiene a todos los líderes mundiales bajo su control, cabezas de guerra dirigidas hacia poblaciones inocentes y algunos nuevos pesos pesados en la nómina, para mantener a G.I. Joe a raya. Zartan ordena ataques aéreos contra los G.I. Joes, matando a la mayoría de ellos. Más tarde se revela que fue quien mató al Hard Master y crio a Storm Shadow como un asesino despiadado. Zartan finalmente es asesinado por su exalumno, momento en el que su apariencia de presidente finalmente se desvanece.

## Videojuegos
Zartan es uno de los villanos destacados en el juego de computadora G.I. Joe: A Real American Hero.

## En otros medios
- Zartan ha aparecido en episodios de Robot Chicken. Aparece por primera vez en "Joint Point". Regresa en "More Blood, More Chocolate" con la voz de Seth Green y "PD Yes, In That Way".
- Zartan se menciona en la canción de Jamie Madrox "Hey Phatty".
- Zartan apareció en el video de parodia de 2009 The Ballad of G.I. Joe, interpretado por Billy Crudup.